# حديقة سيكويا الوطنية
قالب:صندوق معلومات محمية طبيعية

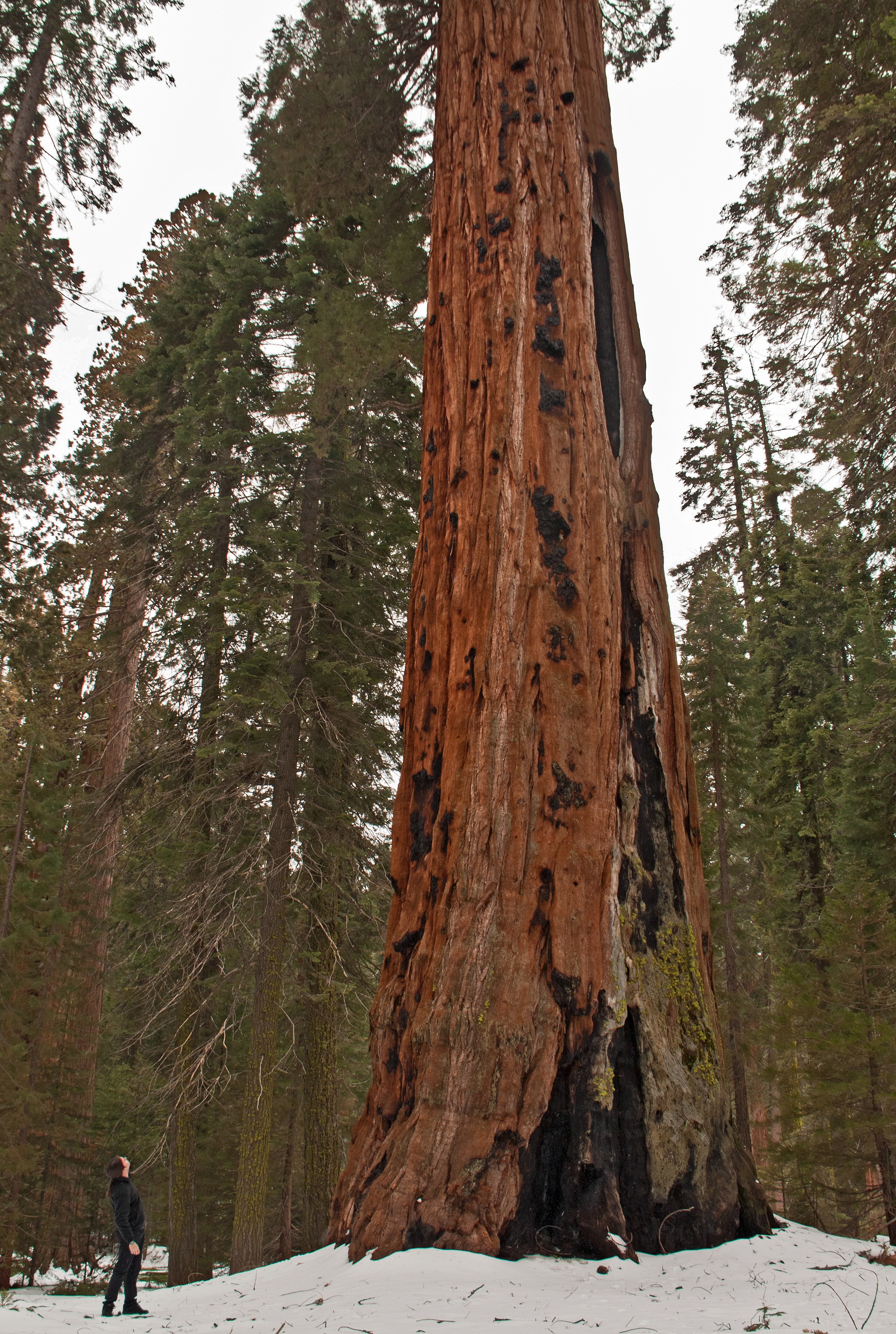
منتزه سيكويا الوطني، كاليفورنيا: شجرة السيكويا العملاقة

حديقة سيكويا الوطنية (بالإنجليزية: Sequoia National Park)‏، وهي حديقة وطنية أمريكية في جنوب سييرا نيفادا شرق فيساليا- كاليفورنيا. تم إنشاء المتنزه في 25 سبتمبر 1890 لحماية 404064 فدانًا من التضاريس الجبلية الحرجية. تضم الحديقة الإغاثة الرأسية لما يقرب من 13000 قدم، وتحتوي على أعلى نقطة في الولايات المتحدة المتجاورة، جبل ويتني على إرتفاع 14505 قدمًا فوق مستوى سطح البحر. تقع الحديقة جنوب منتزه "كينغز كانيون"(Kings Canyon) الوطني ومتاخمة لها. تتم إدارة كلا المنتزهين من قبل إدارة المنتزهات الوطنية معًا مثل منتزهات سيكويا و كينغز كانيون الوطنية. حددت اليونسكو المناطق كمحمية سيكويا وكينغز كانيون للمحيط الحيوي في عام 1976.